# Flodaigh (Bernera)
Flodaigh, auch Floday, ist eine schottische Insel der Äußeren Hebriden. Sie liegt in der gleichnamigen Council Area und war historisch Teil der traditionellen Grafschaft Ross-shire beziehungsweise der Verwaltungsgrafschaft Ross and Cromarty.

## Geographie
In der Bucht Loch Roag vor der Insel Lewis existieren zwei Inseln namens Flodaigh. Die hier beschriebene Insel liegt in der äußeren Bucht jeweils rund einen Kilometer nordwestlich beziehungsweise westlich von Great Bernera und Little Bernera. Bearasay liegt einen Kilometer nördlich und Harsgeir 1,1 Kilometer südwestlich.
Die Insel weist eine maximale Länge von 470 Metern bei einer Breite von 420 Metern auf. Die höchste Erhebung der flachen Insel ragt 22 Meter über den Meeresspiegel auf.

## Geschichte
Das heute unbewohnte Flodaigh war möglicherweise einst besiedelt. Ruinen von Hütten sind heute noch auf der Insel zu finden. Ein Ost-West-ausgerichtetes Fundament lässt auf eine Kapelle schließen. Womöglich handelt es sich um einen Rückzugsort der Bevölkerung von Pabay Mor oder Little Bernera.
Bei einer der Ruinen handelt es sich möglicherweise um die Behausung des ehemaligen irischen Priesters Cornelius Con. Nachdem dieser von den Earls of Seaforth zunächst auf Eilean Donan Castle festgesetzt worden war, wurde er 1691 nach Flodaigh verbracht, wo Con, angeblich ohne befestigte Unterkunft, bis 1696 einsam ausharrte. Es wird jedoch vermutet, dass ihm sehr wohl eine Behausung zur Verfügung stand. Alle sechs Wochen wurde Con mit Nahrungsmitteln versorgt. Er wurde später zunächst auf North Rona isoliert und dann nach Edinburgh Castle verbracht.